# 라바트살레케니트라 지방

라바트살레케니트라 지방

라바트살레케니트라 지방(아랍어: الرباط-سلا-القنيطرة, 프랑스어: Rabat-Salé-Kénitra)은 모로코를 구성하는 12개 지방 가운데 하나로 모로코 북서부에 위치한다. 행정 중심지는 라바트(모로코의 수도이기도 함)이며 면적은 18,385km2, 인구는 4,580,866명(2014년 9월 1일 기준), 인구 밀도는 249.16명/km2이다.
2015년에 실시된 행정 구역 개편에 따라 라바트살레젬무르자에르 지방, 가르브슈라르다베니흐센 지방의 전체 지역을 합병하여 신설되었다. 서쪽으로는 대서양, 북쪽으로는 탕헤르테투안알호세이마 지방, 동쪽으로는 페스메크네스 지방, 남쪽으로는 베니멜랄케니프라 지방, 카사블랑카세타트 지방과 접한다. 4개 주, 3개 현을 관할한다.